# アニメーター
アニメーター（英: animator）はアニメーションを作成する職業である。

## 概要
ストップモーション・アニメーションでは、人形等の動きの設計を担当する者、3DCGアニメーションの制作では動きをつける者のことを示す。
原画が完全にデジタル化されてもなお一定数の人手が必要なため、アニメーション業界は労働集約型産業とされる。このためアニメは映像分野の中ではコストがかかるジャンルとなっている。

## 分類
アニメーターは「動き・アニメーション」を担う職種であるが、分野によって作業内容が大きく異なる。以下は分野に基づく分類の一例である。

### 作画
作画（手描き線画）アニメーションにおけるアニメーターは各コマの線画を設計し手描きすることでアニメーションを生む役職である。
商業アニメ制作ではポーズ・トゥ・ポーズ方式に基づく分業がおこなわれるため原画マンと動画マンに細分化されており、両者の総称としてアニメーターの語が使われる。原画マンは動きのキーポイントの静止画を作画し、動画マンがその間の絵をつなげる。

### CG
3DCGにおけるアニメーターはリギングされた3Dモデルに動きを付ける役職である。3Dアニメーター、モーションデザイナーとも。
3Dアニメーターの仕事は多様である。古典的にはリギングされた3Dモデルに（作画アニメーションの動画のように）コマ単位で動きをつける。キーフレームアニメーションであれば（作画アニメーションの原画のように）キーポーズを設定する（補間は自動）。モーションキャプチャ利用であればデータのノイズ取りと補正・誇張をおこなう。動きより手前、リギング含むモデリングの担当者はモデラーと呼ばれ、商業作品では多くの場合モデラーとアニメーターが分業される。
アニメーターに求められる能力は分野によって異なる。ゲームであればカメラ角に依らず魅力に見えるモーションをつける立体把握能力と演技力が求められる。映像作品であればカメラアングルや画角を含むレイアウト（画面構成）を念頭にその画が魅力的にみえる動きを付ける画面構成力と演技力が求められる。
デジタルアニメが一般化しているが、レタッチソフトと液晶タブレットを使い「手で描く」手法が主流であることや、専門知識を持つ者が少ないため、CGを活用できるアニメーターの確保は難しいという。

## 労働環境

### 日本

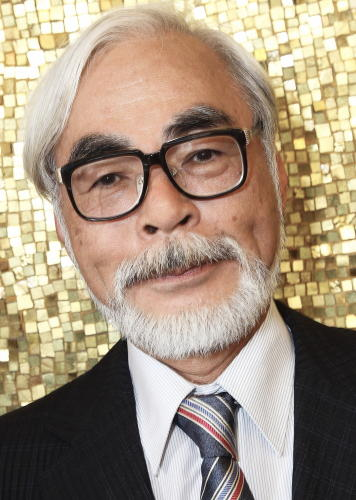
宮崎駿は、数々のアニメ映画に携わり、スタジオジブリの共同創設者としても知られる日本のアニメーターである。

多くは専門学校や美術系の大学を卒業して仕事を始めるため他の社会経験が少ないことや、「好きだからやる」という芸術家気質の者が多いため、業界全体がムラ社会化し就労環境の悪さに気がつかない者が多くなり、劣悪な環境が長期間放置されたという意見がある。
1975年のUFOロボ グレンダイザーから仕事を始めた本橋秀之は、当時はアニメーターという言葉は滅多に聞かれない時代だったと回想している。
1980年代には低収入という認識が芸術系学生の間で広まっており、当時アニメーターを目指し日本大学芸術学部へ進学した青山剛昌は、入会した漫画研究会の先輩である矢野博之に漫画家の方が儲かると言われ進路を変更したという。実際に1980年代に原画マンだったあきまんは賃金の低さから辞めている。
彩色などアニメーター以外の職も低賃金であり、森川ジョージは子供時代に母親が家計を助けるためセル画彩色の内職をしていたが、必要な道具は買い取りで塗料（アニメカラー）の補充も必要であるが賃金は1枚1桁円なため元は取れず、トレス台で目を悪くしたため、少年徳川家康（1975年放送）の作業を手伝ったことがあるという。
制作側ではより賃金の低い中国や韓国に作業を発注するようになった。1986年にはNHKが『アニメ三銃士』において動画以降の作業を韓国に発注することについて、日本のアニメ産業の空洞化につながるのではないかと国会質問がなされた。NHK側は韓国のアニメ会社は制作能力が高く低コストであるとし、それが受信料の効率的な使い方になる回答した。この際に韓国への発注は日本よりも1話あたり100万円から200万円ほど廉価であると数字を挙げている。韓国への発注は人件費が上昇する1980代後半まで続いた。韓国や台湾が経済成長により人件費が上昇した1990年代からは中国、フィリピン、ベトナムなどさらに人件費の低い国に下請け先が移った。また孫請けの形で北朝鮮のスタジオも関与しているとされる。
西位輝実は20歳（1998年ごろ）に初めてもらった月給が2800円だったという。また研修期間が終わった後も収入は5～6万円だったことからアルバイトを掛け持ちしていたという。
新人の場合、2017年時点で時給換算で150～200円であったという。
現在の日本のアニメーターのほとんどが契約社員かフリーランス（個人事業主）であるが、近年では正規雇用により人材確保を進めるスタジオもある。固定給制である制作会社はスタジオジブリ、京都アニメーションなどごく少数しかない。
実力を認められたアニメーターが会社側から拘束をうけ、単価とは別の固定給をもらうという場合も存在する。
新人アニメーターの担当する作業は低単価の動画であるが、原画から育成する方針のスタジオも存在する。日本のアニメは製作委員会方式による資金調達が主流であるが、制作会社の多くは資金に余裕が無いため出資が出来ない。またアニメは完成までに時間がかかり放送前にスタッフへの支払いが必要となることから、オリジナル作品であっても製作委員会による資金調達が必要になる。しかし資金力の少ない制作会社は「製作者」としての権利を独占できず、二次利用での売上配当などを資金力のある出資者に渡すなどの妥協が必要となる。売り上げが少ないことから制作会社は資金的な余裕が得られず、社員としてアニメーターを雇用する余力を持つこともできない。これによるしわ寄せが動画の低賃金となっている問題がある。製作委員会に出資した場合でも原作の印税や楽曲使用料など、一部の権利や配当を得ることは出来ない。またクライアントが提示した制作費自体が少ないことも多く、人件費の増加と合わせると慢性的な赤字だという。
動画1枚・原画1カットの単価×出来高制の業務委託・請負形式である。制作物の著作権は製作委員会や原作者などが有しているため、指定されたカットを描くアニメーターには著作権料は支払われず、買い切りであるため売り上げも還元されない契約が普通である。
作画監督は1話の制作期間（2カ月程度）拘束されるため、作品の掛け持ちや、あるいは制作会社が拘束料を支払い専属の契約社員となる場合もある。
新人アニメーターの多くは契約社員であり、才能が無く動画からステップアップできない者は収入が上がらないことから、転職を進められるなどして1年間で90％が辞めていく状態である。平均労働時間は1日約18時間、週2回は徹夜で月収約2～3万円しかない（新人）。中堅クラスのアニメーターや動画担当でも月収は約7万5000円～10万円程度しかなく、良くても約15万円といわれ、約25%は年収100万円以下であるといわれる。
1980年代ごろまでは月あたり1000枚ほど生産していた動画アニメーターが存在していたのに対し、制作体制のデジタル化に伴いスキャンして彩色する関係上、作画の線を綺麗に描かなければならないこと、視聴者から求められている作画のレベルが上がっていることから、1人で多くの枚数を生産しにくい状況となっており、月に500枚描ければ動画マンは一人前とも言われる。動画マンとしての仕事を覚えて現場でアニメーターとしての実力を認められると原画の仕事に移行する。原画の場合は1枚ではなく、1カットの単価であるが、責任者である作画監督になると1話あたりの単価で計算されるという。単価制であるため1カ月に300カットのレイアウトを描き、月収が200万円に達する者もいる。フリーランスの場合は経験年数とは関係なく原画を受注できノルマも無いことから多くのアニメーターは独立を志向しているが、制作費に上限があるため単価が上昇すると起用される機会が減少するというジレンマや、そもそも起用されるか不明という問題がある。またフリーランスは所属先のフォローが無いことから制作側からのイメージが良くないとされ、賃金交渉では不利だという。
制作にはアニメーター以外のスタッフも多く関わるが、 アニメ監督の山崎理は「アニメ制作の予算配分はおかしく、音響監督、脚本家、撮影はもらいすぎではないか」と疑問を呈している。なお限られた制作費から配分されるため制作会社も赤字になることが多い。このためグッズなど作品以外の収益に依存する体質となっており、ユーフォーテーブル社長の近藤光は賃金の未払いや倒産を防ぐため、グッズの収益を脱税して起訴された。
劣悪な労働条件を改善するため、2007年（平成19年）10月13日に、スタジオライブ社長の芦田豊雄の呼びかけで、日本アニメーター・演出協会(JAniCA)が設立された。
統計では制作費やスタッフの給与は全体的に上昇し福利厚生も向上しているが、重要な役職の給与のみ上げる合理化やアニメーターのフリーランス志向により、最低給与の動画と他職の格差が進んだことが、「アニメーターは劣悪な環境」と指摘される要因となっている。またいち早くステップアップできる者と、基礎が出来ておらず上達が見込めない者の格差も存在する。
2008年に株式会社ボンズ名義でアニメーターの個人情報が流出する事件が起こり、アニメーターの格付けが行われている実態が明らかとなった。その格付けによると「こいつはクビ」「戦犯」「会社の癌」などとアニメーターの人権を否定するよう格付けしていた（ボンズ側は一切関係ないと否定）。
2016年10月頃よりピーエーワークス所属のアニメーターが自身のTwitterにおいて、支払明細書を掲げた上で同社の雇用条件や賃金に対して、批判的なツイートを投稿。当のアニメーターが公開した給与のうち、もっとも高額だったのは2016年10月支払分の手取り額で67,569円だった。それらが注目されて、ネット上の各所に情報が拡散される事態となった。ピーエーワークスでは2017年から本社のアニメーターを正社員とし、養成プログラムをスタートさせた。
1990年代後半からアニメ制作にコンピュータを使うデジタルアニメが主流となり、2000年代以降は静止画の自動生成技術や、中割りの自動生成、自動彩色、3DCGなど省力化や人件費を抑える試みも行われているが、逆に言えばアニメーターの仕事が減ることにもなっている。
中国のAGC企業が日本で会社を設立し、良い人材を集めるため、日本の企業より良い待遇を提示する例もある。上記のような劣悪な労働環境が長く続いた結果として日本国内の人材は枯渇しつつあり、業界トップのスタジオ以外は美大卒が多い中国のアニメーターより安価だが質が悪いという意見もある。またNetflixによると日本では高度なデジタルスキルや機材が普及しておらず、紙ベースでは制作が困難な4K規格アニメへの対応が難しいという。
2021年4月、ウィットスタジオでは高いスキルを持つアニメーター育成事業としてNetflixの協力のもと『WITアニメーター塾』を開催した。
2021年ごろの平均的なテレビシリーズの単価は1カット3000円から7000円、品質を重視した独占配信の場合は15000円以上が相場とされる。
MAPPAに所属していたアニメーターは、2021年放送の『進撃の巨人 The Final Season』ではフリーランスや海外スタジオに原画を発注したが、会社所属のアニメーターが外注先から来た原画の修正作業に追われたことや、作品数を増やすという会社の理念によりオーバーワークとなっていたことを告発した。またNetflix制作のオリジナル作品は高品質が求められるにもかかわらず、原画は1カット3800円と平均的なテレビシリーズの単価よりも安価であることが告発された。
2022年では原画は1カット5000円以上が相場とされるが、予算の都合により減らされたことで海外の安価だが質の悪いアニメーターへ仕事が回されることもあるという。
2022年にインタビューを受けた富野由悠季は演出家の自分が絵コンテ以前に原画まで描く必要のあった過去と比べ、動画になった際のイメージを持ち、自己表現ができるレベルの高いアニメーターが育っていると発言している。またアニメーター以外でも、美術大学を卒業し向上心の高い者が背景など美術スタッフとして入ってきているとも発言している。一方でこのようなレベルの高いスタッフは賃金が高いことから、予算が少なかったりトラブルで放送までの時間が少ないなど、引き受ける人間が限られる仕事もあるという。スタジオレオ代表でもある演出家の佐々木純人は、原画、演出、制作進行と背景の発注を単独でこなし、作画崩壊はあっても少数の所属アニメーターと共に放送できる状態に仕上げることが可能であるため、このような炎上した案件が集中して舞い込むという。
2023年には国連人権理事会「ビジネスと人権」作業部会で報告された日本の人権問題でもアニメ業界の労働問題に言及されており、ヒューマンライツ・ナウの事務局長で弁護士の小川隆太郎は、日本のアニメが人権侵害により制作されたという認識が広まると海外での流通に影響が出る可能性を指摘している。
TRIGGER取締役の舛本和也は2023年時点で、日本のアニメの動画と仕上げの9割が海外依存となっており、為替や政治の問題で中国が仕事を受けなくなった場合、制作が不可能になると指摘している。実際に2022年から2023年前半には中国での新型コロナウィルス感染拡大により、多くのアニメが延期を余儀なくされている。日本国内のみで動画を完結させるには5000から1万人の増員が必要とされるが、業界に入るのは年に500から1000人と圧倒的に足りず、さらに日本国内にはAIの研究者も少なく、自動化技術も実用レベルに達していないという。TRIGGERでは国立情報学研究所の協力を得て、画像自動生成技術の開発に必要なアニメのデータとして、『リトルウィッチアカデミア』の素材データを大学や研究機関に提供している。

### 海外
海外のアニメーターにはフリーランスで作業を手懸ける者が多く、その分野ではエンターテインメント領域で働く人間のための特別な社会保障制度が存在している。特にフランスにおいてはその制度で健康保険や年金が設けられている他、年に1回「Conges Spectacles」（エンターテインメント産業界の休暇の意）という有給休暇が1カ月分与えられることが最大のメリットとなっている。基本は自己申告制であり「ここからこの辺りまで休暇を取りたい」と伝えると、そこから１ヶ月分の給料を手渡されるようになっている。ただし、その前年にあまり働いてなければこの給与が少なくなってしまう欠点を孕んでいる。
中国では平均月収が日本円換算（2021年時点）で45～52万円という高収入の職業として認識されており、美術系の大学を卒業した者が集まっている。国内企業が日本のアニメの動画と仕上げを多く引き受けている。

## 教育

### 日本
アニメーターを養成する専門学校や美術系の大学を卒業した者が多い。
製作会社が独自に教育を行っているが、多くは私塾扱いのため有償や社員限定などの制限があり在留資格なども取得できない。

### フランス
以下の国家資格が存在する。
- 資格レベルIII - DMA Cinéma d'animation